# Konrad Nielsen
Konrad Hartvig Isak Rosenvinge Nielsen, född 1875 i Brønnøy, död 1953, var en norsk språkforskare, son till Sivert Andreas Nielsen.
Han blev teologie kandidat 1896, och docent i samiska och kvänska vid Universitetet i Oslo 1899. Han blev 1903 doktor i Helsingfors på avhandlingen Die Quantitätsverhältnisse im Polmak-lappischen, och var professor vid Universitetet i Oslo 1911–1947.
Nielsen skrev grundläggande arbeten om samiska, bland andra Lærebok i lappisk (3 band, 1926–1929) och Lappisk ordbok – Lapp Dictionary (3 band, 1932–1938). Nielsen översatte också kyrkohandböcker till samiska och finska.